# Feria nacional del mole
La Feria Nacional del Mole es un evento gastronómico que se realiza cada año en el mes de octubre en San Pedro Atocpan, en la Ciudad de México. La finalidad de esta feria es promover el producto principal que se elabora en San Pedro Atocpan, el mole, manteniendo vivas las tradicíones de este pueblo mágico. El evento se lleva a cabo con el apoyo del gobierno de la Delegación de Milpa Alta y la inversión de los comerciantes que integran de manera temporal el comité organizador. El comité organizador de la comunidad de Atocpan realiza esta feria nacional cada año junto con el comité de la Feria, que contribuye con apoyo logístico así como con el acondicionamiento del terreno (que se encuentra en el kilómetro 17,5 de la carretera federal Xochimilco-Oaxtepec) y la instalación de los módulos para los restaurantes, puestos, escenarios y sanitarios, para que la feria pueda contar con las condiciones necesarias para ofrecer a los visitantes la mejor de las estancias. 
Los visitantes pueden escoger entre una amplia variedad de restaurantes típicos que ofrecen el delicioso sabor del mole, en donde más de l00 artesanos de Morelos, Tlaxcala, Estado de México e Hidalgo ofrecen sus artículos y manualidades. De la misma manera los visitantes pueden disfrutar de los juegos mecánicos y los espectáculos artísticos y culturales que se ofrecen, como bailes populares en la plaza de toros, jaripeo, exhibición de los voladores de Papantla y lucha libre, entre otros espectáculos.

## Galería

Repostería de Marruecos
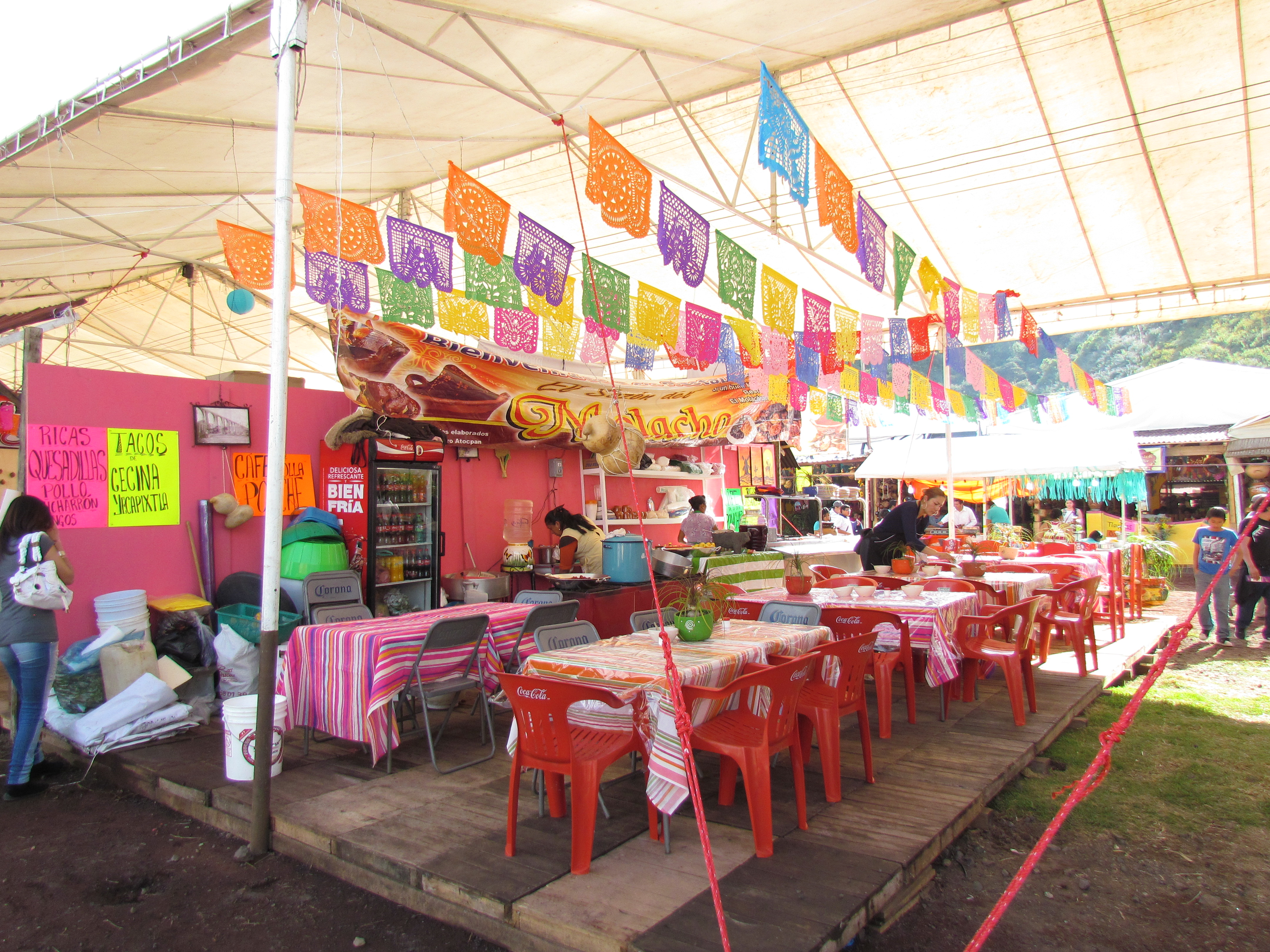
Restaurante en la feria del mole
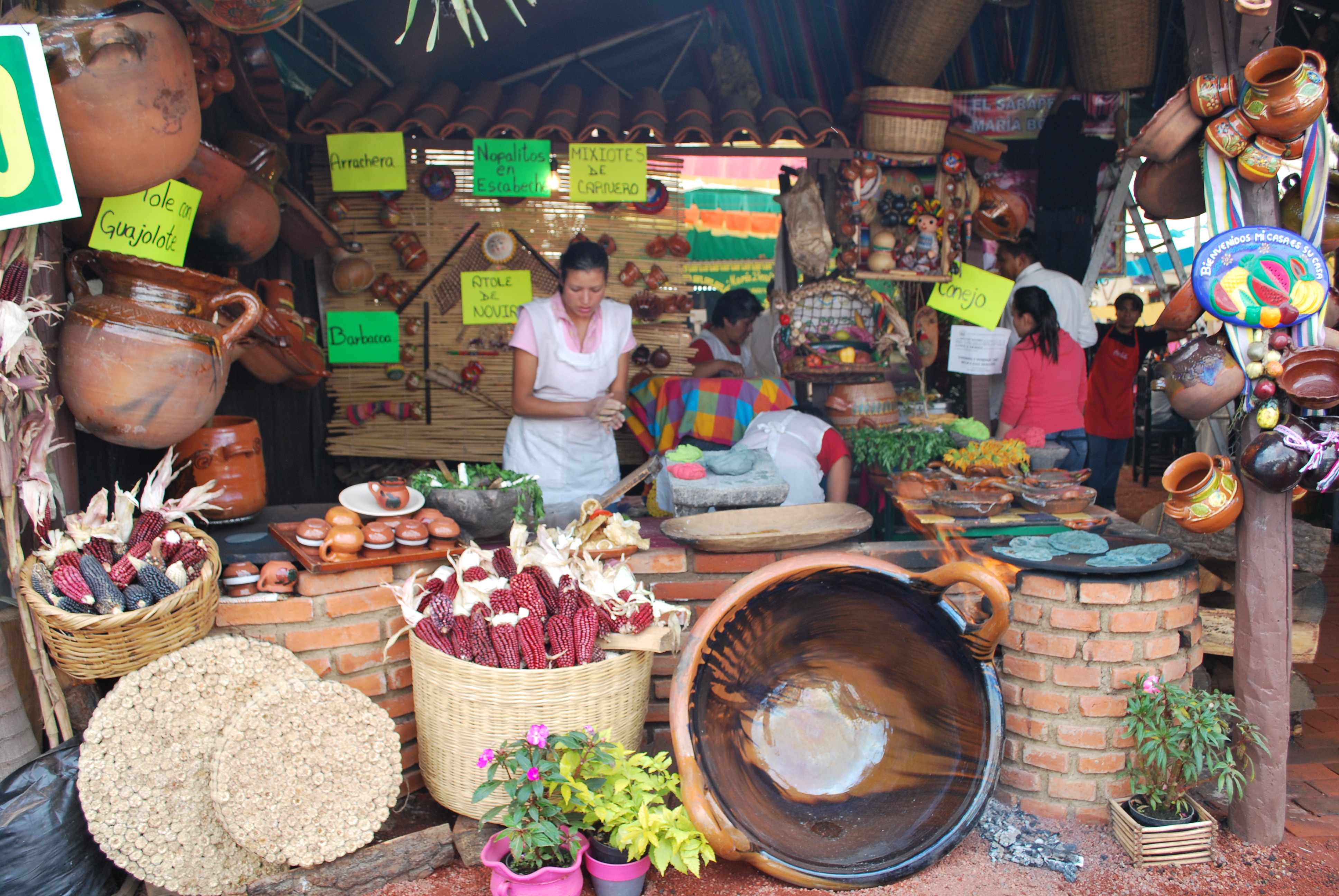
Elaboración artesanal del mole
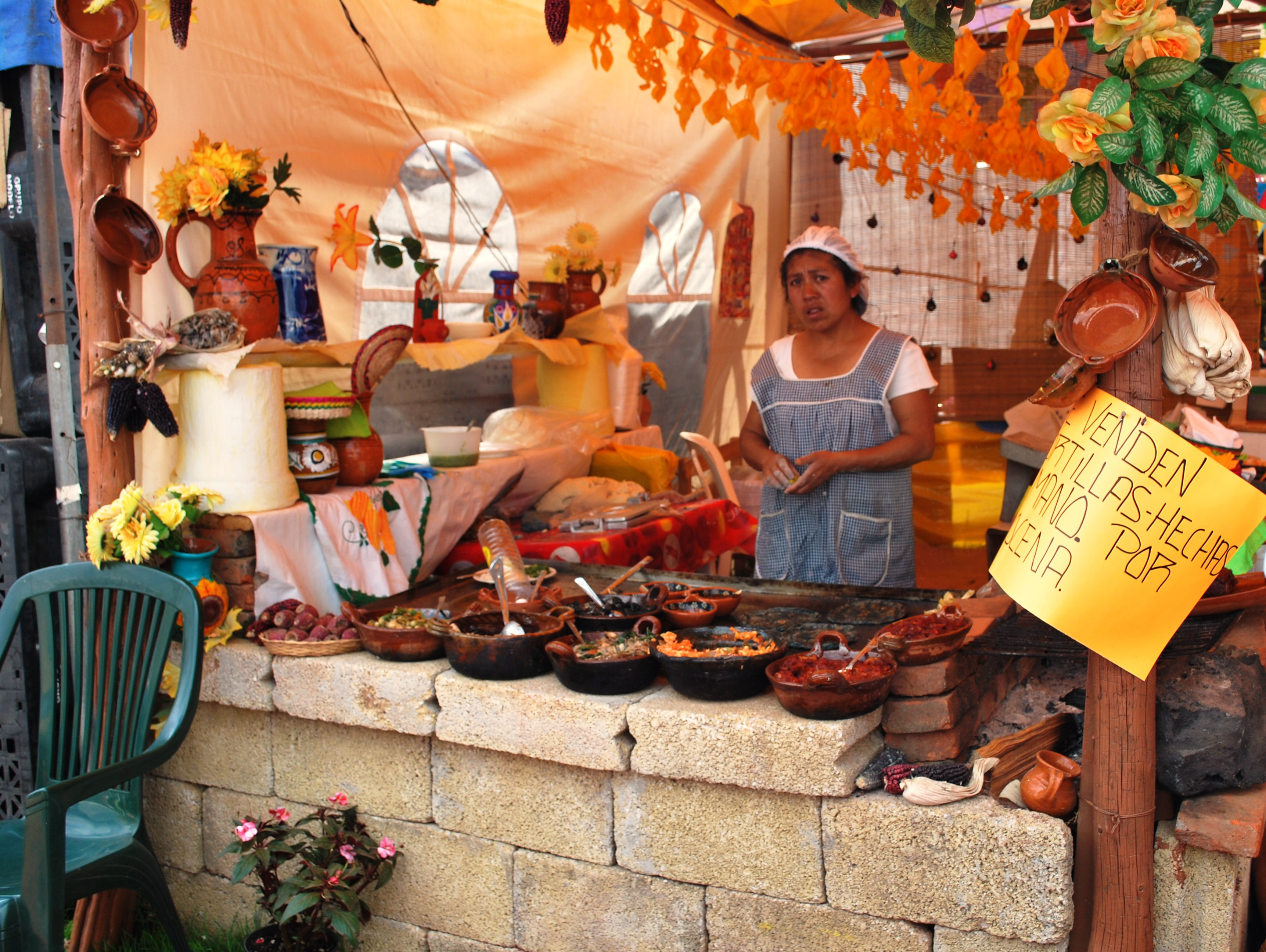
Cocina del mole
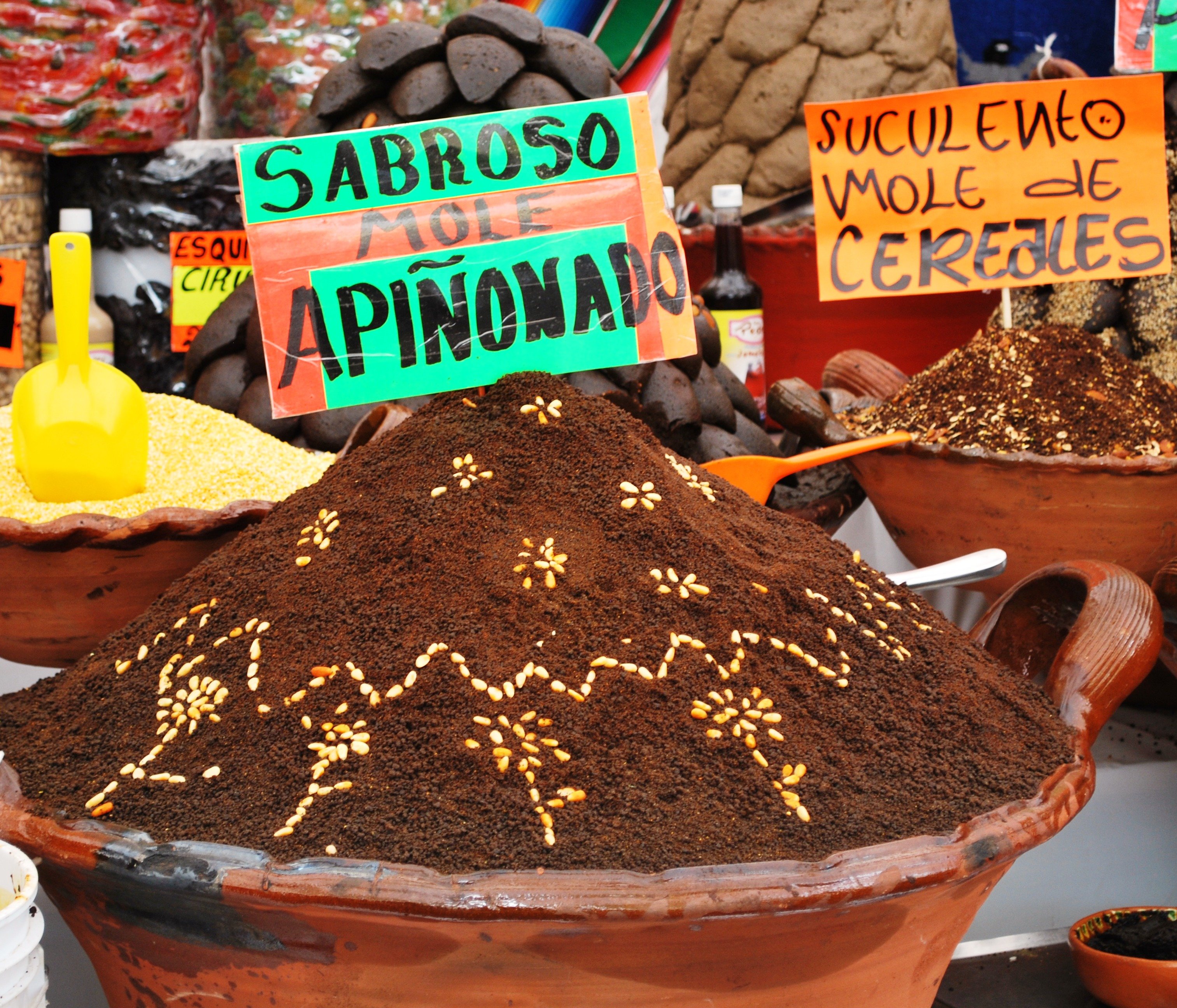
«Exquisito mole almendrado»
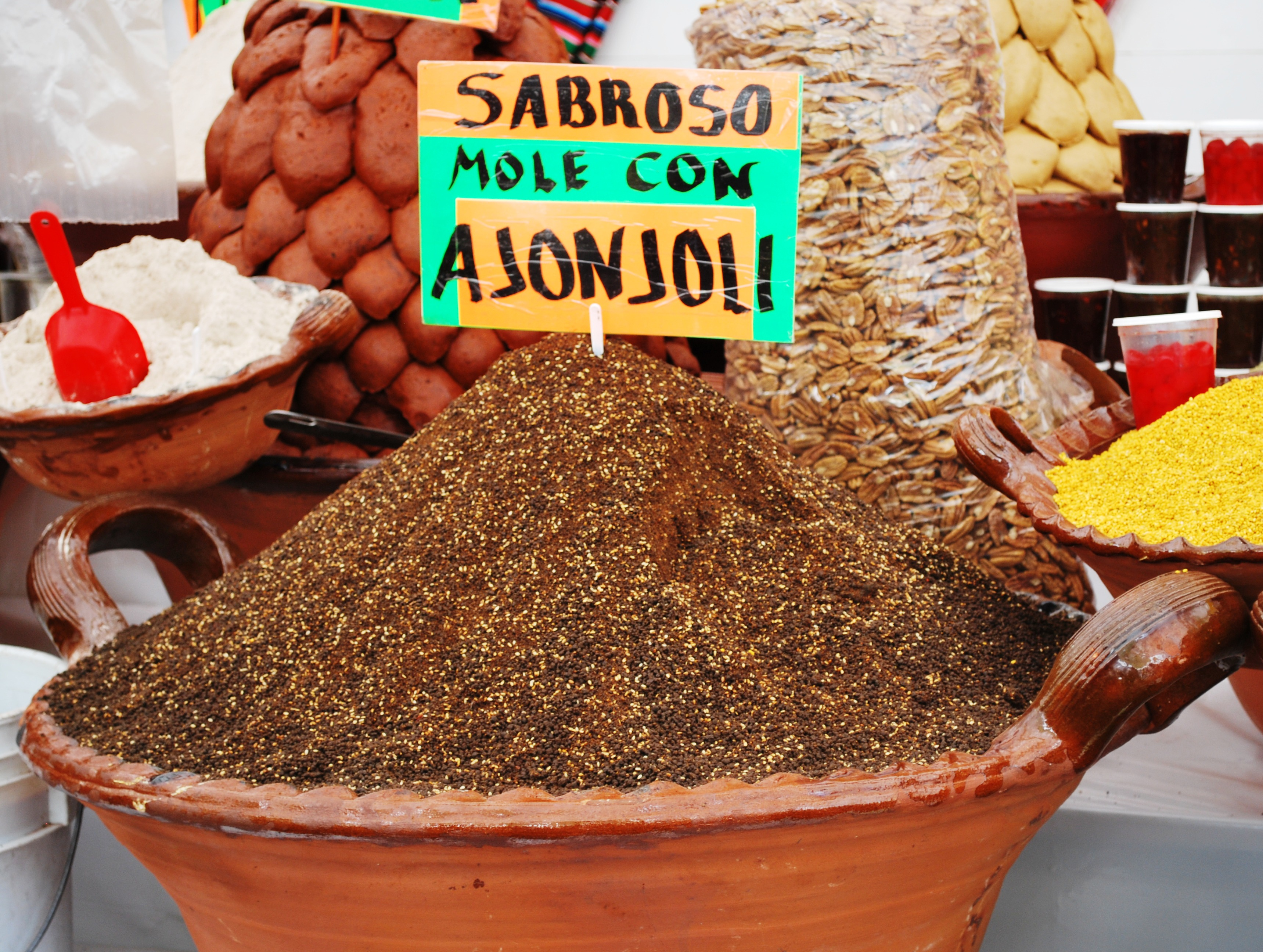
«Sabroso mole con ajonjolí»
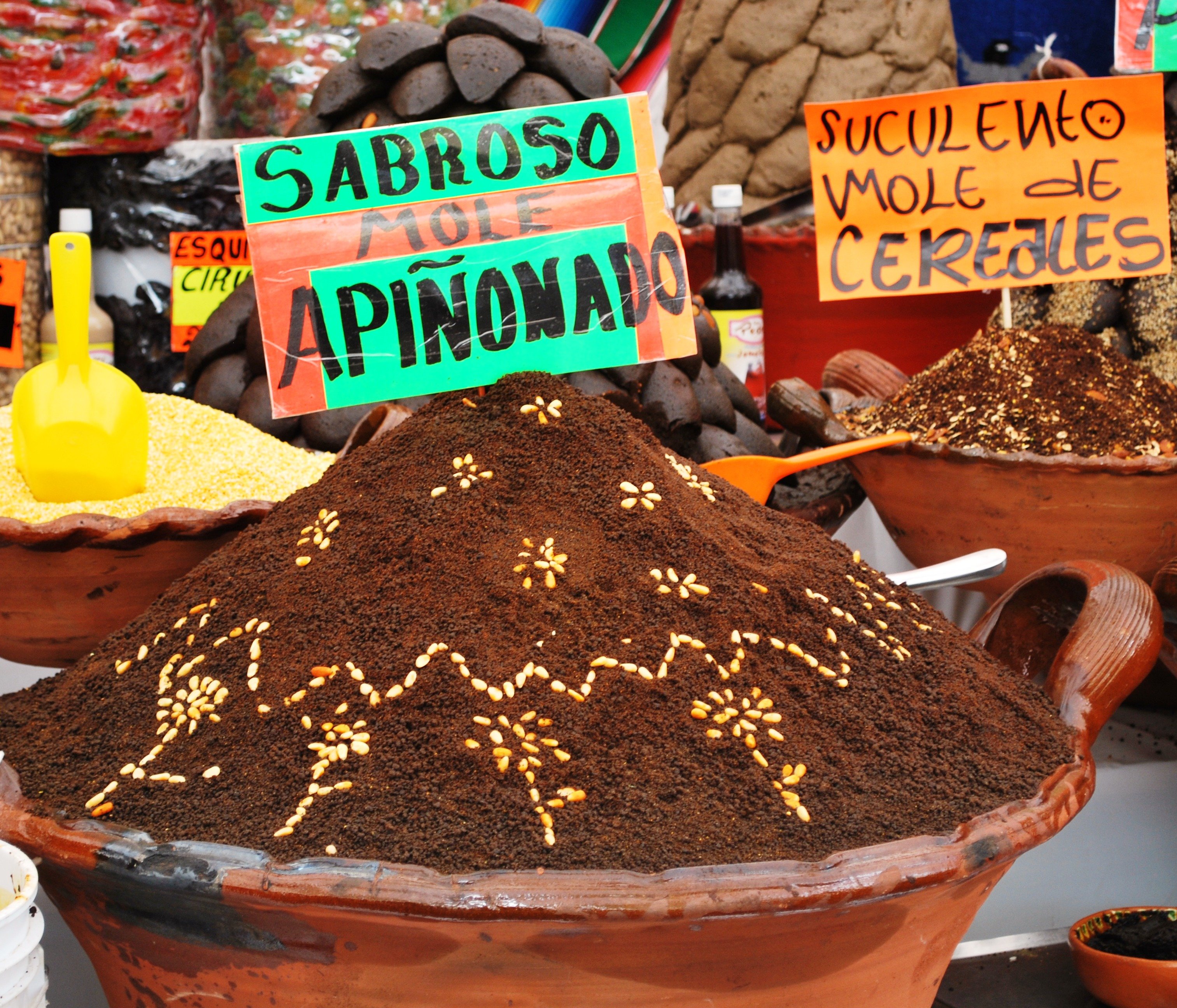
«Sabroso mole apiñonado»
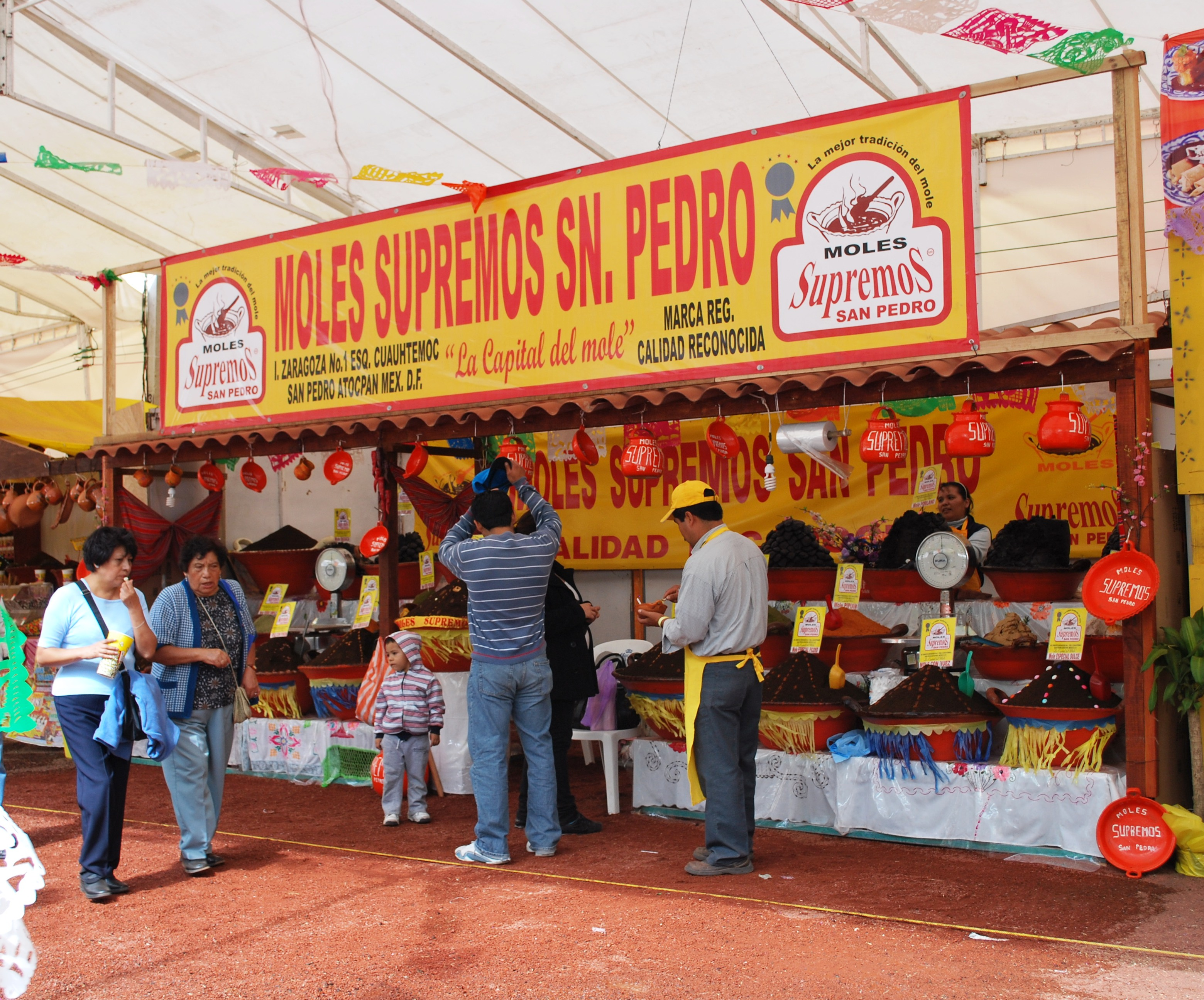
Venta de mole Moles Supremos Sn. Pedro
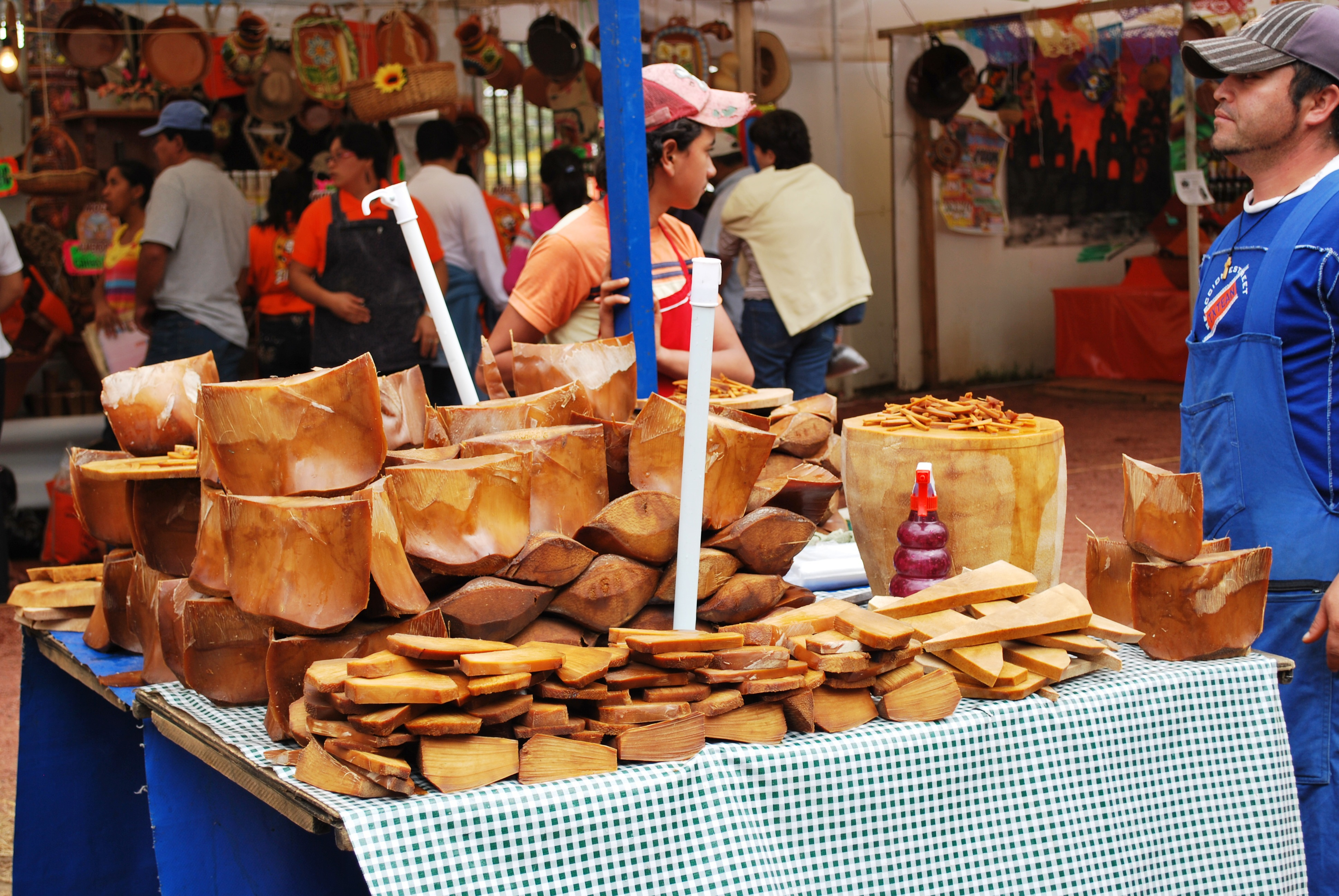
Puesto de maguey
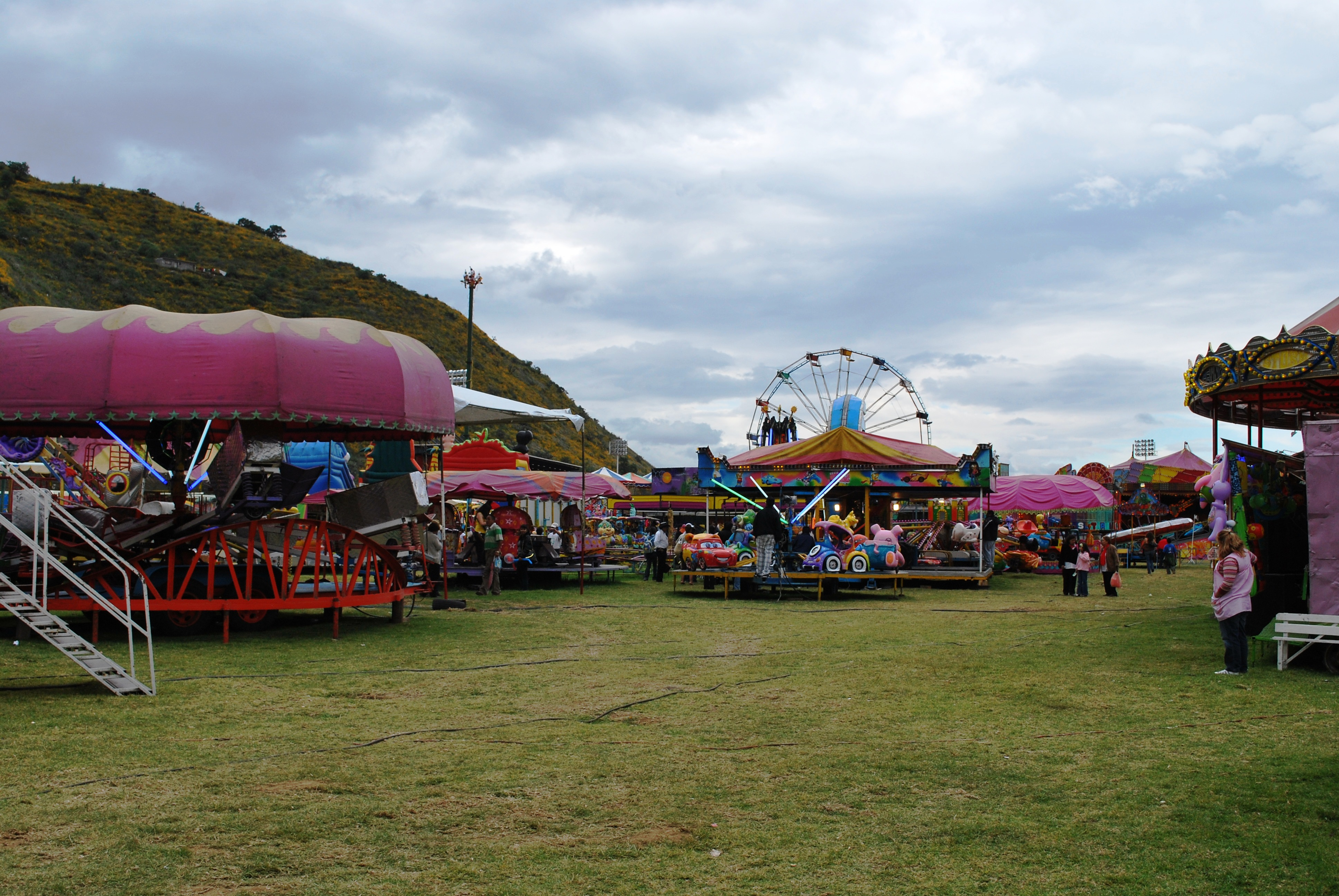
Área de juego para niños
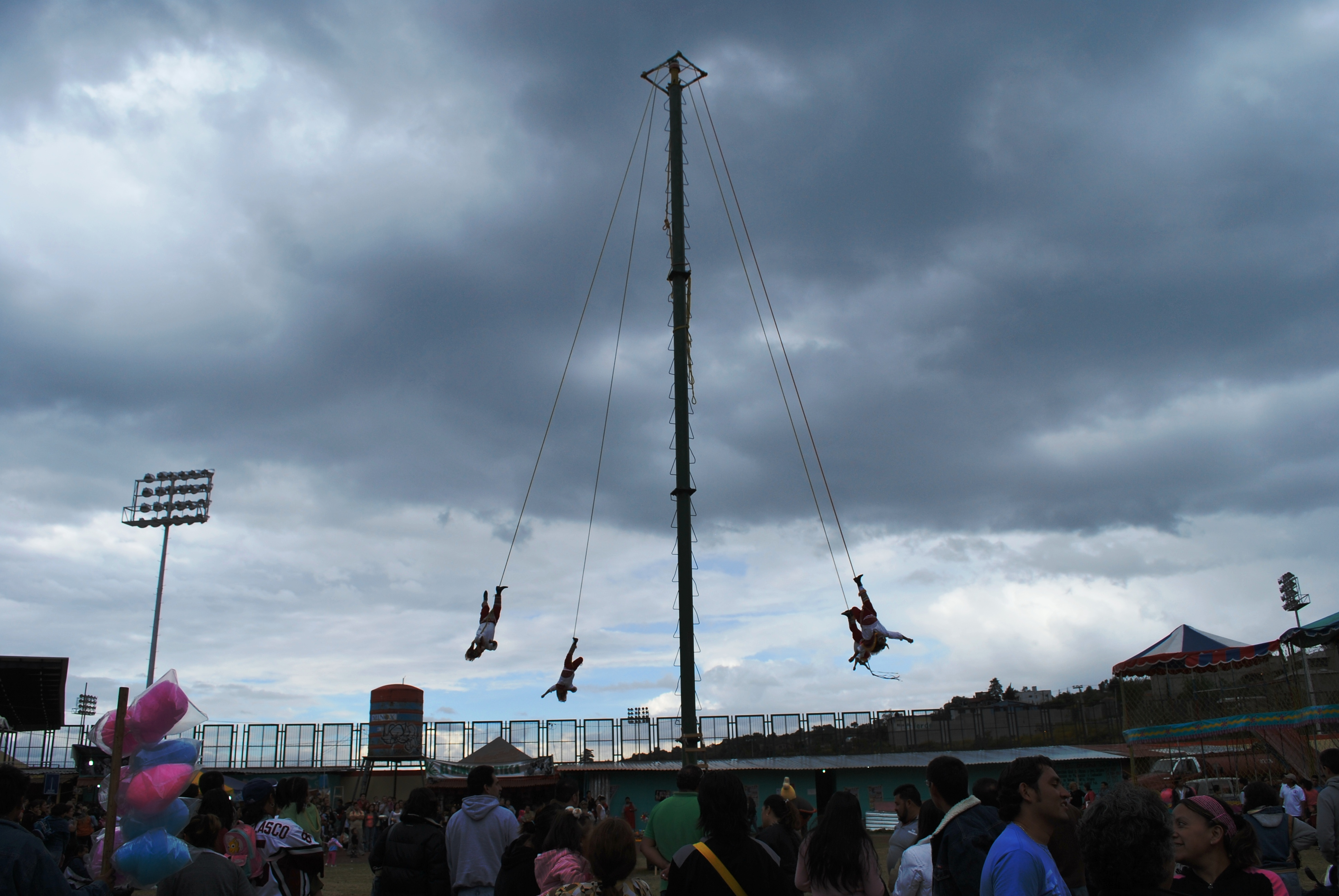
Voladores de Papantla